# Teoria del calòric
La teoria del calòric és una teoria científica obsoleta segons la qual la calor consisteix en un fluid anomenat calòric que flueix dels cossos calents cap als cossos freds. El calòric també va ser imaginat com un gas sense massa que podia passar a través dels porus dels sòlids i dels líquids. La "teoria del calòric" va ser superada a mitjans del segle xix per la teoria de la calor tot i així va persistir a la literatura científica fins a finals del segle xix.

## Història inicial
A la història de la termodinàmica, les explicacions inicials de la calor es confonien amb les explicacions de la combustió. Després que J. J. Becher i Georg Ernst Stahl introduïssin la teoria de flogist per explicar la combustió el segle xiii, es va pensar que el flogist era la substància de la calor.
La teoria del calòric va ser presentada per Antoine L. Lavoisier. Lavoisier havia descobert que la combustió necessitava oxigen a la dècada de 1770. Al seu article "Réflexions sur le phlogistique" (1783), Lavoisier argumentava que la teoria del flogist era inconsistent amb els seus resultats experimentals, i proposava un 'fluid subtil' anomenat calòric com a la substància de la calor. D'acord amb aquesta teoria, la quantitat d'aquesta substància a l'univers és constant i flueix dels cossos més calents cap als més freds.
A la dècada dels 1780, alguns creien que el fred era un fluid, el "frigòric". Pierre Prévost va plantejar que el fred era simplement la manca de calòric.
Com que la calor era una substància material segons la teoria del calòric i, per tant, no podia ser creat ni destruït, la conservació de la calor era una suposició bàsica.
La introducció de la teoria del calòric també es va veure influenciada pels experiments de Joseph Black relatius a les propietats tèrmiques dels materials. Al costat de la teoria del calòric, a finals del segle XIIX hi havia una altra teoria que podia explicar els fenòmens calorífics: la teoria cinètica. En aquella època, les dues teories es consideraven equivalents, però la teoria del calòric es considerava la més moderna, donat que emprava unes quantes idees de la teoria atòmica i podia explicar simultàniament tant la combustió com la calorimetria.

## Èxits
Només a partir d'aquestes hipòtesis, es poden obtenir, i es varen obtenir, un nombre força gran d'explicacions amb èxit. Es pot entendre perquè una tassa de te es refreda a temperatura ambient: el calòric és auto repulsiu i, per tant, flueix lentament de les regions denses en calòric (l'aigua) calenta cap a les regions menys denses en calòric (l'aire més fred de l'habitació).
Es pot explicar l'expansió de l'aire sota l'efecte de la calor: el calòric és absorbit dins les molècules d'aire, les quals augmenten el seu volum. Explicant una mica més el que li succeeix al calòric durant aquests fenòmens d'absorció es poden explicar la radiació de la calor, els canvi d'estat de la matèria a diverses temperatures, i deduir gairebé totes les lleis dels gasos.
Sadi Carnot va desenvolupar el seu principi del cicle de Carnot, el qual encara forma part de la base de la teoria dels motors tèrmics, únicament a partir del punt de vista del calòric.
Ara bé, una de les confirmacions més grans de la teoria del calòric va ser la correcció de Pierre-Simon Laplace a la teoria d'Isaac Newton equació de l'impuls. Laplace, que era un seguidor de la teoria del calòric, va afegir una constant a l'equació de Newton, la qual s'anomena avui l'índex adiabàtic d'un gas. Aquest afegit no només va corregir substancialment els errors a les prediccions teòriques de la velocitat del so, sinó que també continuava fent prediccions encara més exactes durant gairebé un segle després, fins i tot quant les mesures de l'índex varen esdevenir més precises.
L'estudi dels cristalls a la moderna física de l'estat sòlid reflecteix un ombra de l'abandonada teoria del calòric. Les vibracións de la malla dels cristalls, les quals transporten l'energia tèrmica, estan quantitzades, i en conseqüència tenen dualitat ona-particula. A la representació com a partícula de les vibracions de la malla cristal·lina se'n diu un fonó, per analogia amb el fotó.

## Últims desenvolupaments
El 1798, el comte Rumford va publicar An Experimental Enquiry Concerning the Source of the Heat which is Excited by Friction, un informa sobre les seves investigacions de la calor que es produeix durant la fabricació dels canons. Havia trobat que en el mandrinat d'un canó repetidament no en resulta una pèrdua de la seva capacitat per a produir calor i, per tant, no hi ha pèrdua de calòric. Això suggeria que el calòric podia no ser una "substància" conservada. Tot i que les incerteses experimentals del seu experiment varen ser a bastament debatudes.
En aquell moment, els seus resultats no varen ser vistos com una "amenaça" a la teoria del calòric, donat que aquesta teoria es considerava que era equivalent a l'alternativa teoria cinètica. De fet, per a alguns dels seus contemporanis, els resultats ajudaven a la comprensió de la teoria del calòric.
L'experiment de Rumford va inspirar el treball de James Prescott Joule i altres als voltants de mitjans del segle xix. El 1850, Rudolf Clausius va publicar un article demostrant que les dues teories eren de fet compatibles, en la mesura en què el principi dels caloristes de la conservació de la calor fos substituïda per un principi de conservació de l'energia. D'aquesta forma la teoria del calòric va quedar absorbida dins els annals de la física, i va evolucionar cap a la termodinàmica moderna, a la qual la calor és l'energia cinètica de les molècules.